# Мандалорець (персонаж)
Дін Джарін (англ. Din Djarin) також відомий як Мандалорець (англ. Mandalorian), або ж скорочено Мандо) - вигаданий персонаж зі всесвіту Зоряних війн та головний герой серіалу Мандалорець. Створений американським шоуранером Джоном Фавро, який частково надихався Клінтом Іствудом та його персонажем Чоловіком без імені з "Доларової трилогії" в жанрі спагеті-вестерн від режисера Серджо Леоне. Він також надихався фільмами про самураїв за авторством Акіри Куросави. Персонаж Хана Соло також зробив внесок в побудувані персонажа Діна Джаріна. В серіалу Мандалорець його зіграв чилійсько-американський актор Педро Паскаль, та пізніше з'явився в серіалу Книга Боби Фетта.
Ставши сиротою в юному віці, він був всиновлений мандалорцями та прийнявши їхню культуру тренувався як воїн, пізніше ставши мисливцем за головами. Він носить з собою сталеву броню зробену з бескару зі стандартним шоломом мандалорців, який він за традиціями не знімає на очох у інших. Отримавши завдання викрасти Грогу, немовля чутливого до сили з того самого виду, що й Йода, він пізніше починає захищати його від залишків занепалої Галактичної імперії та стає для нього фігурою батька. Динаміка між Діном та Грогу піднімає тему виховання та батьківства, що є однією з основних тем всього серіалу.
Персонаж Діна Джарина та акторська гра Педро Паскаля отримала позитивні відгуки як від критиків, так і від глядачів, хоча чимало людей порівнювали його з персонажем Мастера Чіфом з серії відеоігор Halo.